# Rhaphuma afflata
Rhaphuma afflata là một loài bọ cánh cứng trong họ Cerambycidae.